# Guercheville
Guercheville – miejscowość i gmina we Francji, w regionie Île-de-France, w departamencie Sekwana i Marna.
Według danych na rok 1990 gminę zamieszkiwało 189 osób, a gęstość zaludnienia wynosiła 21 osób/km² (wśród 1287 gmin regionu Île-de-France Guercheville plasuje się na 1000. miejscu pod względem liczby ludności, natomiast pod względem powierzchni na miejscu 424.).